# Casa Grande (Arizona)
Casa Grande es una ciudad ubicada en el condado de Pinal en el estado estadounidense de Arizona. En el Censo de 2020 tenía una población de 53 658 habitantes y una densidad poblacional de 184.96 personas por km².
Datos históricos mencionan que Eusebio Francisco Kino, el misionero de la Pimería Alta, estuvo en casa Grande en 1694 siendo el primer europeo que visitó el lugar de los Hohokam, y que describió como una estructura de cuatro pisos, construido con fango, con ventanas en tres paredes, que ahora se considera que fueran para observaciones astronómicas. Posteriormente Agustín de Campos visitó Casa Grande para continuar la evangelización.

## Geografía
Casa Grande se encuentra ubicada en las coordenadas 32°54′26″N 111°45′44″O / 32.90722, -111.76222. Según la Oficina del Censo de los Estados Unidos, Casa Grande tiene una superficie total de 284.04km², de la cual el 100%, corresponden a tierra firme y 0km² (0%) es agua.

## Demografía
Según el censo de 2010, había 48,571 personas residiendo en Casa Grande. La densidad de población era de 171hab./km². De los 48,571 habitantes, Casa Grande estaba compuesto por el 67.3% blancos, el 4.62% eran afroamericanos, el 4.6% eran amerindios, el 1.8% eran asiáticos, el 0.18% eran isleños del Pacífico, el 16.37% eran de otras razas y el 5.13% pertenecían a dos o más razas. Del total de la población el 38.98 % eran hispanos o latinos de cualquier raza.

## Transportes
La ciudad dispone de un aeropuerto de titularidad municipal: el aeropuerto Municipal de Casa Grande.